# Pocking
Pocking (pronunciación en alemán: /ˈpɔkɪŋ/ⓘ) es una ciudad situada en el distrito de Passau, en el estado federado de Baviera (Alemania), con una población a finales de 2016 de unos 15 482 habitantes.
Se encuentra ubicada al este del estado, en la región de Baja Baviera, cerca de la orilla del Río Danubio y de la frontera con Austria.